# John Obadiah Westwood
John Obadiah Westwood (Sheffield, 22 de diciembre de 1805-Oxford, 2 de enero de 1893) fue un entomólogo y arqueólogo inglés.

## Biografía
Pasó sus primeros años en Lichfield. Estudió para ser abogado, pero abandonó su carrera por sus intereses científicos.
En 1861 se convirtió en un conservador y profesor en la Universidad de Oxford, después de haber sido recomendado por su amigo y mecenas, el reverendo Frederick William Hope, cuya donación fue la base de la Colección Hope de Oxford. También fue miembro del Magdalen College, Oxford.
Westwood fue miembro de la Sociedad Linneana y presidente de la Sociedad Entomológica de Londres (1852-1853).

## Obras principales
- An introduction to the modern classification of insects; founded on the natural habits and corresponding organisation of the different families, Volume 1 (1839) Volume 2 (1840)
- Arcana Entomologica; or, Illustrations of Rare, and Interesting Exotic Insects (1841-1845)
- The Cabinet of Oriental Entomology (1848)
- Catalogue of Orthopterous Insects in the Collection of the British Museum (1859)
- Thesaurus entomologicus Oxoniensis. (1874) doi:10.5962/bhl.title.14077